# Phycella herbertiana
Phycella herbertiana es una especie de planta bulbosa perteneciente a la familia de las amarilidáceas. Es originaria de Chile y noroeste de Argentina.

## Descripción
Es una planta bulbosa perennifolia que Ravenna nombró como Famatina herbertiana. De acuerdo con Alan la investigación taxonómica actual de Meerow está descubriendo que Famatina está más estrechamente relacionado con Rhodophiala, ya que ambas tienen dos estigmas trífidos y 2n = 16 de cromosomas.

## Taxonomía
Phycella herbertiana fue descrita por el paleontólogo, naturalista y botánico británico, John Lindley y publicado en Plant Life 37: 71, en el año 1981.
Sinonimia
- Amaryllis herbertiana (Lindl.) Traub & Uphof, Herbertia 5: 121. 1938.
- Eustephia herbertiana (Lindl.) D.Dietr., Syn. Pl. 2: 1175. 1840.
- Famatina herbertiana (Lindl.) Ravenna, Pl. Life 28: 59. 1972.
- Hippeastrum herbertianum (Lindl.) Baker, J. Bot. 16: 83. 1878.
- Rhodophiala herbertiana (Lindl.) Hunz., Lorentzia 5: 13. 1985.
- Amaryllis gladioloides (Hieron.) Traub & Uphof, Herbertia 5: 120. 1938.
- Famatina maulensis Ravenna, Pl. Life 28: 58. 1972.
- Famatina saxatilis Ravenna, Pl. Life 28: 57. 1972.
- Habranthus gladioloides Hieron., Bol. Acad. Nac. Ci. 4: 70. 1881.
- Hippeastrum gladioloides (Hieron.) Pax, Bot. Jahrb. Syst. 11: 321. 1890.
- Miltinea maulensis (Ravenna) Ravenna, Bot. Australis 2: 9 (2003.
- Phycella graciliflora Herb., Amaryllidaceae: 152. 1837.
- Rhodophiala gladioloides (Hieron.) Traub, Pl. Life 9: 60. 1953.[4]